# Julia Prats
Julia Prats właśc. Maria Julia Prats Moreno – hiszpańska inżynier i wykładowczyni akademicka, profesor IESE Business School.  

## Życiorys
Jest absolwentką wydziału inżynierii przemysłowej Universitat Politécnica de Catalunya w Barcelonie. Uzyskała stopień doktorski na Uniwersytecie Harvarda, tytuł MBA w IESE Business School. 
Obecnie Julia Prats jest profesorem na Wydziale Przedsiębiorczości i kierownikiem Katedry Przedsiębiorczości Fundacji Bertrána w IESE. Wykładała również w Wharton Business School, IPADE (Meksyk), INALDE (Kolumbia) i AESE (Portugalia). Ze swoimi wykładami gościła również wielokrotnie w Polsce.

## Publikacje
Prof. Prats została nominowana do Kauffman Emerging Scholar za swoją pracę doktorską i publikowała w międzynarodowych czasopismach. Jest także autorką artykułów naukowych na tematy związane z przedsiębiorczością i strategią.